# باناجيوتيس زوربا
باناجيوتيس زوربا (باليونانية: Παναγιώτης Ζορμπάς)‏ هو لاعب كرة قدم يوناني في مركز الوسط، ولد في 21 أبريل 1987 في ماروسي في اليونان. لعب مع أوفي كريت وأيك أثينا ونادي بانيتوليكوس.